# Campeonato Sul-Americano de Futebol de 1956
O Campeonato Sul-Americano de Futebol de 1956, foi a 24ª edição da competição entre seleções da América do Sul realizado entre 21 de janeiro e 1 de fevereiro de 1956 .
Participaram da disputa seis seleções: Argentina, Brasil, Chile, Paraguai, Peru e Uruguai. As seleções jogaram entre si em turno único. A sede foi no Uruguai e a seleção anfitriã foi a campeã.
O Sul-Americano marcou a volta do confronto entre a Argentina e o Brasil, que não se enfrentavam desde 1946. O Brasil foi representando apenas por jogadores que atuavam no futebol paulista. 

## Organização

### Sede
| Montevideo         |
| ------------------ |
| Estádio Centenario |
| Capacidad: 65 235  |
|                    |

### Árbitros
- Juan Regis Brozzi.
- Washington Rodríguez.
- Cayetano de Nicola.
- Sergio Bustamante.
- João Baptista Laurito.

## Resultados
- Uruguai 4-2  Paraguai
- Argentina 2-1  Peru
- Chile 4-1  Brasil
- Uruguai 2-0  Peru
- Brasil 0-0  Paraguai
- Argentina 2-0  Chile
- Argentina 1-0  Paraguai
- Brasil 2-1  Peru
- Paraguai 1-1  Peru
- Brasil 1-0  Argentina
- Uruguai 2-1  Chile
- Chile 4-3  Peru
- Uruguai 0-0  Brasil
- Chile 2-0  Paraguai
- Uruguai 1-0  Argentina

## Classificação
| Equipo    | Pts | PJ | PG | PE | PP | GF | GC | Dif |
| --------- | --- | -- | -- | -- | -- | -- | -- | --- |
| Uruguai   | 9   | 5  | 4  | 1  | 0  | 9  | 3  | 6   |
| Chile     | 6   | 5  | 3  | 0  | 2  | 11 | 8  | 3   |
| Argentina | 6   | 5  | 3  | 0  | 2  | 5  | 3  | 2   |
| Brasil    | 6   | 5  | 2  | 2  | 1  | 4  | 5  | -1  |
| Paraguai  | 2   | 5  | 0  | 2  | 3  | 3  | 8  | -5  |
| Peru      | 1   | 5  | 0  | 1  | 4  | 6  | 11 | -5  |

| Campeonato Sul-Americano de Futebol de 1956 |
| ------------------------------------------- |
| Uruguai Campeão (9º título)                 |

### Goleadores
| Jogador            | Seleção | Gols |
| ------------------ | ------- | ---- |
| Enrique Hormazábal | CHI     | 4    |
| Guillermo Escalada | URU     | 3    |
| Óscar Míguez       | URU     | 3    |

### Melhor jogador do torneio
- Óscar Míguez

## Campanha do Brasil
O Brasil, treinado por Osvaldo Brandão, estreou perdendo para o Chile. 1 a 4. O Chile abriu o placar com Hormazábal. Del Vecchio desviou de cabeça e Maurinho empatou. Munoz passou e Melendez fez o segundo. Sanchez e Hormazábal fecharam a goleada. A derrota gerou uma crise com a demissão do supervisor técnico da CBD, Paulo Machado de Carvalho.  Na segunda partida, o Brasil não passou de um empate, 0 a 0, com o Paraguai.
A terceira partida foi de recuperação com o Brasil fazendo 2 a 1 no Peru. Nestor cruza e Alvaro faz. 1 a 0. Salas bate falta, Gilmar espalma e Tito Drago aproveita o rebote. 1 a 1. Maurinho cruza e Zezinho de cabeça. 2 a 1.   Na rodada seguinte, o Brasil conquistou uma boa vitória sobre a Argentina. As duas equipes não se enfrentavam há 10 anos. O gol da partida ocorreu por intermédio de Luzinho aproveitando rebote em chute de Alvaro.  Na última rodada, o Brasil não saiud e um empate 0 a 0 com o Uruguai. 